# رشت‌آباد (زنجان)
رشت‌آباد (زنجان)، روستایی از توابع بخش قره‌پشتلو شهرستان زنجان در استان زنجان ایران است؛ که اکنون(۱۳۹۷) فاقد سکنه است. و اهالی به دلیل نبود درآمد کافی و کمبود امکانات به شهر زنجان و ابهر کوچ کرده‌اند. طبیعت این روستا به دلیل دور بودن از شهر دست نخورد باقی مانده‌است و از زیباترین و بهترین مناطق طبیعی استان بشمار می‌آید.

## جمعیت
این روستا در دهستان قره‌پشتلو پایین قرار دارد و براساس سرشماری مرکز آمار ایران در سال ۱۳۸۵، جمعیت آن ۱۲۸ نفر (۲۳خانوار) بوده‌است.